# Austin Hamilton
Austin Hamilton (29 juli 1997) is een Zweeds atleet van Jamaicaanse afkomst, die gespecialiseerd is in de sprint.

## Biografie
In 2017 nam Hamilton deel aan de Europese indoorkampioenschappen. Op de 60 m behaalde hij de bronzen medaille, achter de Brit Richard Kilty en de Slowaak Ján Volko.

## Persoonlijke records
Outdoor
| Onderdeel | Prestatie | Datum            | Plaats     |
| --------- | --------- | ---------------- | ---------- |
| 100 m     | 10,40     | 26 augustus 2016 | Sollentuna |
| 200 m     | 21,37     | 23 augustus 2015 | Kalmar     |

Indoor
| Onderdeel | Prestatie | Datum        | Plaats   |
| --------- | --------- | ------------ | -------- |
| 60 m      | 6,63      | 4 maart 2017 | Belgrado |

## Palmares

### 60 m
- 2017:  EK indoor - 6,63 s

### 4x100 m
- 2015:  EK Junioren - 39,73 s
- 2016: 7e in ½ fin. EK - 39,37 s